# Cyriak
Cyriak Harris, conosciuto comunemente solo come Cyriak (Brighton, 19 settembre 1974), è un animatore e compositore britannico. È noto per le sue surreali e bizzarre animazioni con l'uso frequente dell'effetto Droste.

## Biografia
Cyriak contribuisce regolarmente al sito web britannico B3ta dal 2004.
Sul suo canale YouTube si trova una raccolta delle sue animazioni, molte delle quali sono diventate virali in tutto il mondo, perfino notate dalla redazione di Wired. Il suo video "MOO!" è apparso sulla prima pagina della rivista.
In qualità di animatore freelance, ha creato animazioni e video musicali animati per diversi committenti come il sito di condivisione video Sumo TV e la band musicale Grand Popo Football Club, tra gli altri.
Entro Ottobre 2020, il suo canale YouTube contava 1,8 milioni di iscritti con 500 milioni di visualizzazioni totali.

## Controversie
Nel 2016 Cyriak aveva accusato la catena di fast food McDonald's di aver plagiato il suo video animato cows & cows & cows. Lo studio che ha animato la pubblicità ha ammesso apertamente di aver utilizzato il suo lavoro come "riferimento". Dopo che i tweet di Cyriak sul furto sono diventati virali, l'annuncio è stato ritirato. Il video originale, con le mucche danzanti, ha ricevuto più di 61 milioni di visualizzazioni entro ottobre 2020.

## Pubblicazioni
- (EN) Cyriak Harris, Horse Destroys the Universe, Unbound, 2019, ISBN 9781783527601.
  - Il cavallo che distrusse l'universo, Future Fiction, 2024, ISBN  8832077930